# Легка атлетика на Всеукраїнських літніх спортивних іграх 2007
Змагання з легкої атлетики на Всеукраїнських літніх спортивних іграх 2007, що мали статус чемпіонату України з легкої атлетики, були проведені 4-8 серпня в Донецьку на РСК «Олімпійський». Переможці Ігор та національні чемпіони зі спортивної ходьби на 20 кілометрів були визначені 3 червня в Сумах, з легкоатлетичних багатоборств — 3-5 серпня в Києві на НСК «Олімпійський», зі спортивної ходьби на 50 кілометрів  — 2 жовтня в Івано-Франківську, а з марафонського бігу — 6 жовтня в Києві.
Крім програми Ігор, протягом року були визначені чемпіони України серед дорослих в інших дисциплінах легкої атлетики.

## Ігри

### Чоловіки
| Дисципліни                | Золото                                                                          | Золото   | Срібло                                                                            | Срібло   | Бронза                                                                            | Бронза   |
| ------------------------- | ------------------------------------------------------------------------------- | -------- | --------------------------------------------------------------------------------- | -------- | --------------------------------------------------------------------------------- | -------- |
| 100 метрів                | Дмитро Глущенко Київ                                                            | 10,39    | Анатолій Довгаль Харківська область                                               | 10,52    | Ігор Бодров Харківська область                                                    | 10,56    |
| 200 метрів                | Дмитро Глущенко Київ                                                            | 20,90    | Віталій Корж Сумська область                                                      | 21,56    | Сергій Смелик Луганська область                                                   | 21,60    |
| 400 метрів                | Олексій Рачковський Житомирська область                                         | 47,09    | Андрій Твердоступ Харківська область                                              | 47,23    | Віталій Дубоносов Київ                                                            | 47,44    |
| 800 метрів                | Іван Гешко Чернівецька область                                                  | 1.47,41  | Олександр Осмолович Житомирська область                                           | 1.47,88  | Кирило Масунов Одеська область                                                    | 1.48,79  |
| 1500 метрів               | Іван Гешко Чернівецька область                                                  | 3.41,19  | Василь Цікало Львівська область                                                   | 3.43,62  | Олександр Борисюк Волинська область                                               | 3.44,07  |
| 5000 метрів               | Василь Матвійчук Хмельницька область                                            | 14.08,28 | Олександр Сітковський Донецька область                                            | 14.11,03 | Сергій Кровлайдіс Чернігівська область                                            | 14.13,00 |
| 10000 метрів              | Сергій Лебідь Донецька область                                                  | 28.24,56 | Віталій Шафар Волинська область                                                   | 28.30,93 | Василь Матвійчук Хмельницька область                                              | 28.43,31 |
| 110 метрів з бар'єрами    | Сергій Демидюк Київ                                                             | 13,76    | Олександр Вахняков Київ                                                           | 13,96    | Олександр Шагов Донецька область                                                  | 13,99    |
| 400 метрів з бар'єрами    | Станіслав Мельников Одеська область                                             | 51,39    | Сергій Бородін Київ                                                               | 51,82    | Денис Грищук Одеська область                                                      | 52,06    |
| 3000 метрів з перешкодами | Вадим Слободенюк Рівненська область                                             | 8.38,43  | Анатолій Харковець Рівненська область                                             | 8.49,18  | Олександр Величко Чернівецька область                                             | 8.49,69  |
| 4×100 метрів              | Полтавська областьРоман Персань Кирило Безденежних Руслан Пашко Артем Перегудов | 41,54    | Волинська областьРоман Козуб Роман Хомич Дмитро Піддубний Дмитро Власюк           | 41,60    | Харківська областьОлександр Скиба Максим Петренко Тагір Тухтаров Анатолій Довгаль | 41,64    |
| 4×400 метрів              | КиївВіталій Дубоносов Володимир Бураков Олег Лобанов Сергій Бородін             | 3.12,35  | Харківська областьОлександр Мордовцев Євген Зюков Дмитро Гарбуз Андрій Твердоступ | 3.12,41  | Донецька областьОлексій Рємєнь Сергій Іщенко Антон Буяр Віталій Зімзе             | 3.14,99  |
| Марафон                   | Юрій Гичун Рівненська область                                                   | 2:18.56  | Валерій Деканенко Луганська область                                               | 2:19.02  | Олександр Головницький Волинська область                                          | 2:19.10  |
| Ходьба 20 кілометрів      | Андрій Ковенко Вінницька область                                                | 1:22.52  | Іван Лосев Київська область                                                       | 1:24.31  | Олексій Казанін Донецька область                                                  | 1:24.41  |
| Ходьба 50 кілометрів      | Сергій Будза Київська область                                                   | 4:02.02  | Андрій Ковенко Вінницька область                                                  | 4:04.23  | Олексій Шелест Сумська область                                                    | 4:08.45  |
| Стрибки у висоту          | Віктор Шаповал Львівська область                                                | 2,24     | Андрій Соколовський Вінницька область                                             | 2,23     | Дмитро Дем'янюк Львівська область                                                 | 2,23     |
| Стрибки з жердиною        | Денис Юрченко Донецька область                                                  | 5,65     | Денис Федас Київ                                                                  | 5,50     | Владислав Ревенко Київська область                                                | 5,40     |
| Стрибки в довжину         | Олексій Лукашевич Дніпропетровська область                                      | 8,02     | Володимир Зюськов Донецька область                                                | 7,91     | Валерій Васильєв Київ                                                             | 7,87     |
| Потрійний стрибок         | Микола Саволайнен Київ                                                          | 17,02    | Євген Семененко Харківська область                                                | 16,78    | Віктор Кузнєцов Київська область                                                  | 16,77    |
| Штовхання ядра            | Султан Аль-Хабаші Саудівська Аравія                                             | 20,61    | Юрій Білоног Одеська область                                                      | 20,20    | Андрій Семенов Одеська область                                                    | 19,41    |
| Метання диска             | Станіслав Нестеровський Херсонська область                                      | 61,82    | Султан Альдавуді Саудівська Аравія                                                | 61,54    | Юрій Білоног Одеська область                                                      | 60,10    |
| Метання молота            | Євген Виноградов Київська область                                               | 76,51    | Ігор Тугай Київська область                                                       | 74,12    | Артем Рубанко Київська область                                                    | 74,05    |
| Метання списа             | Олег Стаценко Черкаська область                                                 | 76,06    | Олександр П'ятниця Дніпропетровська область                                       | 73,51    | Роман Авраменко АР Крим                                                           | 73,26    |
| Десятиборство             | Микола Шульга Київська область                                                  | 7583     | Євген Нікітін Харківська область                                                  | 7552     | Андрій Клімарчук Київська область                                                 | 7382     |

### Жінки
| Дисципліни                | Золото                                                                        | Золото   | Срібло                                                                               | Срібло   | Бронза                                                                                 | Бронза   |
| ------------------------- | ----------------------------------------------------------------------------- | -------- | ------------------------------------------------------------------------------------ | -------- | -------------------------------------------------------------------------------------- | -------- |
| 100 метрів                | Ірина Штангеєва Донецька область                                              | 11,50    | Марина Майданова Харківська область                                                  | 11,59    | Ірина Шепетюк Івано-Франківська область                                                | 11,60    |
| 200 метрів                | Ірина Штангеєва Донецька область                                              | 23,28    | Галина Тонковид Харківська область                                                   | 23,55    | Єлизавета Бризгіна Луганська область                                                   | 23,60    |
| 400 метрів                | Оксана Щербак Полтавська область                                              | 51,93    | Ольга Завгородня Чернігівська область                                                | 52,13    | Наталія Пигида Київська область                                                        | 52,22    |
| 800 метрів                | Юлія Кревсун Донецька область                                                 | 1.59,60  | Анна Міщенко Харківська область                                                      | 2.03,66  | Зоя Нестеренко-Гладун Вінницька область                                                | 2.03,77  |
| 1500 метрів               | Ірина Ліщинська Донецька область                                              | 4.11,73  | Тетяна Головченко Сумська область                                                    | 4.12,91  | Анна Міщенко Харківська область                                                        | 4.16,09  |
| 5000 метрів               | Тетяна Головченко Сумська область                                             | 15.26,88 | Наталія Беркут Київська область                                                      | 15.39,22 | Тетяна Кривобок Донецька область                                                       | 15.52,98 |
| 10000 метрів              | Наталія Беркут Київська область                                               | 32.09,28 | Тетяна Кривобок Донецька область                                                     | 33.35,50 | Ілона Барванова АР Крим                                                                | 33.57,17 |
| 100 метрів з бар'єрами    | Євгенія Снігур Харківська область                                             | 13,00    | Олена Красовська Київ                                                                | 13,26    | Наталія Забродська Одеська область                                                     | 13,42    |
| 400 метрів з бар'єрами    | Анастасія Рабченюк Київ                                                       | 55,48    | Анна Рибакова Одеська область                                                        | 57,07    | Марія Опря Кіровоградська область                                                      | 57,92    |
| 3000 метрів з перешкодами | Наталія Тобіас Донецька область                                               | 9.49,42  | Валентина Горпинич Одеська область                                                   | 9.52,44  | Юлія Ігнатова Миколаївська область                                                     | 10.03,18 |
| 4×100 метрів              | Донецька областьІрина Штангеєва Марія Рємєнь Дарина Приступа Анжела Кравченко | 44,68    | Івано-Франківська областьОльга Андрєєва Христина Стуй Оксана Кирилович Ірина Шепетюк | 45,66    | Харківська областьОлена Чебану Олена Пастушенко Вікторія Жнякіна Вікторія Войнова      | 46,45    |
| 4×400 метрів              | Донецька областьАнтоніна Єфремова Юлія Кревсун Вікторія Бутко Анна Медвецька  | 3.35,34  | КиївАнна Тітімець Катерина Буракова Лілія Лобанова Ксенія Карандюк                   | 3.39,21  | Житомирська областьТетяна Українець Наталія Богатко Юлія Сухотська Тетяна Сметанникова | 3.40,10  |
| Марафон                   | Тетяна Булищенко Запорізька область                                           | 2:43.03  | Анна Пєшкова Кіровоградська область                                                  | 2:50.23  | Олександра Азарова Київ                                                                | 2:56.47  |
| Ходьба 20 кілометрів      | Віра Зозуля Тернопільська область                                             | 1:30.02  | Людмила Єгорова Сумська область                                                      | 1:33.19  | Надія Прокопук Волинська область                                                       | 1:35.15  |
| Стрибки у висоту          | Віта Паламар Запорізька область                                               | 1,95     | Віта Стьопіна Миколаївська область                                                   | 1,92     | Ірина Коваленко Київська область                                                       | 1,92     |
| Стрибки з жердиною        | Наталія Кущ Донецька область                                                  | 4,35     | Людмила Вайленко Донецька область                                                    | 3,80     | Катерина Козлова Донецька область                                                      | 3,80     |
| Стрибки в довжину         | Вікторія Рибалко Запорізька область                                           | 6,76     | Олександра Стаднюк Черкаська область                                                 | 6,74     | Оксана Зубковська Київ                                                                 | 6,67     |
| Потрійний стрибок         | Ольга Саладуха Донецька область                                               | 14,41    | Лілія Кулик Харківська область                                                       | 13,97    | Світлана Мамєєва Харківська область                                                    | 13,79    |
| Штовхання ядра            | Тетяна Насонова Одеська область                                               | 16,25    | Світлана Сакун Чернігівська область                                                  | 16,03    | Вікторія Дегтяр Одеська область                                                        | 15,39    |
| Метання диска             | Катерина Карсак Одеська область                                               | 64,02    | Олена Антонова Дніпропетровська область                                              | 61,05    | Наталія Фокіна Донецька область                                                        | 59,95    |
| Метання молота            | Наталія Золотухіна Черкаська область                                          | 69,24    | Інна Саєнко Херсонська область                                                       | 67,77    | Ірина Секачова Київська область                                                        | 65,86    |
| Метання списа             | Тетяна Ляхович Івано-Франківська область                                      | 58,09    | Ольга Іванкова Харківська область                                                    | 57,06    | Ірина Харун Харківська область                                                         | 52,53    |
| Семиборство               | Людмила Блонська Київська область                                             | 6733     | Наталія Добринська Вінницька область                                                 | 6247     | Оксана Кузьмінок АР Крим                                                               | 5822     |

## Інші чемпіонати

### Зимові метання
Зимовий чемпіонат України з легкоатлетичних метань 2007 був проведений 10-11 лютого в Ялті на стадіоні «Авангард».

#### Чоловіки
| Дисципліни               | Золото                            | Золото | Срібло                                | Срібло | Бронза                         | Бронза |
| ------------------------ | --------------------------------- | ------ | ------------------------------------- | ------ | ------------------------------ | ------ |
| Метання диска (зимовий)  | Кирило Чупринін Волинська область | 57,64  | Дмитро Існюк Дніпропетровська область | 57,43  | Сергій Пругло АР Крим          | 56,98  |
| Метання молота (зимовий) | Ділшод Назаров Таджикистан        | 77,09  | Євген Виноградов Київська область     | 69,42  | Олексій Сокирський АР Крим     | 68,70  |
| Метання списа (зимовий)  | Олег Стаценко Черкаська область   | 75,60  | Олександр Тертичний Київ              | 70,30  | Віктор Міщук Волинська область | 69,79  |

#### Жінки
| Дисципліни               | Золото                                   | Золото | Срібло                          | Срібло | Бронза                               | Бронза |
| ------------------------ | ---------------------------------------- | ------ | ------------------------------- | ------ | ------------------------------------ | ------ |
| Метання диска (зимовий)  | Олена Антонова Дніпропетровська область  | 61,29  | Наталія Фокіна Донецька область | 60,83  | Вікторія Бойко Донецька область      | 60,65  |
| Метання молота (зимовий) | Ірина Новожилова Херсонська область      | 63,52  | Інна Саєнко Херсонська область  | 63,34  | Наталія Золотухіна Черкаська область | 62,32  |
| Метання списа (зимовий)  | Тетяна Ляхович Івано-Франківська область | 60,58  | Віра Ребрик АР Крим             | 55,40  | Віта Шумейко Київська область        | 52,03  |

### Зимова спортивна ходьба
Зимовий чемпіонат України зі спортивної ходьби 2007 був проведений 16-17 лютого в Євпаторії.

#### Чоловіки
| Дисципліни                     | Золото                           | Золото  | Срібло                           | Срібло  | Бронза                            | Бронза  |
| ------------------------------ | -------------------------------- | ------- | -------------------------------- | ------- | --------------------------------- | ------- |
| Ходьба 20 кілометрів (зимовий) | Андрій Ковенко Вінницька область | 1:22.22 | Артем Вальченко Київ             | 1:23.12 | Руслан Дмитренко Донецька область | 1:23.31 |
| Ходьба 30 кілометрів (зимовий) | Сергій Будза Київська область    | 2:11.52 | Олексій Казанін Донецька область | 2:13.16 | Олексій Шелест Сумська область    | 2:14.41 |

#### Жінки
| Дисципліни                     | Золото                           | Золото  | Срібло                            | Срібло  | Бронза                          | Бронза  |
| ------------------------------ | -------------------------------- | ------- | --------------------------------- | ------- | ------------------------------- | ------- |
| Ходьба 20 кілометрів (зимовий) | Надія Прокопук Волинська область | 1:32.44 | Віра Зозуля Тернопільська область | 1:33.01 | Людмила Єгорова Сумська область | 1:34.48 |

### Гірський біг та крос
- Чемпіонат України з гірського бігу 2007 був проведений 3 червня в Сколе[7].
- Весняний чемпіонат України з кросу 2007 був проведений 30-31 березня в Цюрупинську[8].
- Осінній чемпіонат України з кросу 2007 був проведений 27-28 жовтня в Білій Церкві[9].

#### Чоловіки
| Дисципліни            | Золото                                 | Золото | Срібло                              | Срібло | Бронза                              | Бронза |
| --------------------- | -------------------------------------- | ------ | ----------------------------------- | ------ | ----------------------------------- | ------ |
| Гірський біг          | Тарас Сало Львівська область           | 44.25  | Анатолій Малий Закарпатська область | 45.21  | Роман Чепіль Львівська область      | 46.05  |
| Крос 4 км (весняний)  | Дмитро Барановський Київська область   | 12.22  | Віталій Рибак Чернівецька область   | 12.24  | Сергій Бондар Київ                  | 12.32  |
| Крос 10 км (весняний) | Сергій Зачепа Київська область         | 32.30  | Віталій Рибак Чернівецька область   | 32.43  | Василь Ремщук Вінницька область     | 32.49  |
| Крос 4 км (осінній)   | Роман Пасічник Вінницька область       | 11.53  | Василь Цикало Львівська область     | 11.56  | Віталій Дмитрюк Чернівецька область | 11.58  |
| Крос 10 км (осінній)  | Ігор Гелетій Івано-Франківська область | 31.11  | Леонід Рибак Хмельницька область    | 31.19  | Василь Ремщук Вінницька область     | 31.28  |

#### Жінки
| Дисципліни           | Золото                                | Золото | Срібло                               | Срібло | Бронза                             | Бронза |
| -------------------- | ------------------------------------- | ------ | ------------------------------------ | ------ | ---------------------------------- | ------ |
| Гірський біг         | Наталія Малая Закарпатська область    | 51.10  |                                      |        |                                    |        |
| Крос 4 км (весняний) | Юлія Рубан Київська область           | 14.24  | Анна Климович Львівська область      | 14.27  | Олена Сердюк Харківська область    | 14.36  |
| Крос 8 км (весняний) | Катерина Стеценко Київська область    | 38.24  | Маргарита Лучиніна АР Крим           | 38.54  | Ольга Котовська Рівненська область | 39.07  |
| Крос 4 км (осінній)  | Юлія Рубан Київська область           | 14.00  | Олена Бурковська Київ                | 14.09  | Оксана Ілютчик Херсонська область  | 14.21  |
| Крос 8 км (осінній)  | Людмила Коваленко Житомирська область | 29.57  | Ольга Календарьова Вінницька область | 29.59  | Юлія Рубан Київська область        | 30.00  |

### Шосейний біг
- Чемпіонат України з бігу на 10 кілометрів 2007 був проведений 9 вересня у Слов'янську[10].
- Чемпіонат України з бігу на 20 кілометрів 2007 був проведений 29 квітня в Дніпропетровську[11][12].
- Чемпіонати України з 12-годинного бігу та добового бігу 2007 були проведені 15-16 вересня в Києві після тривалої перерви[13].

#### Чоловіки
| Дисципліни      | Золото                                 | Золото     | Срібло                            | Срібло     | Бронза                                      | Бронза     |
| --------------- | -------------------------------------- | ---------- | --------------------------------- | ---------- | ------------------------------------------- | ---------- |
| 10 кілометрів   | Віталій Шафар Волинська область        | 29.05      | Микола Антоненко Донецька область | 29.12      | Джонатан Коліжей Кенія                      | 29.18      |
| 20 кілометрів   | Ігор Гелетій Івано-Франківська область | 1:01.44    | Андрій Топтун Київ                | 1:01.59    | Максим Янішевський Дніпропетровська область | 1:02.18    |
| 12-годинний біг |                                        |            |                                   |            |                                             |            |
| Добовий біг     | Андрій Солодовніков Запорізька область | 207,082 км | Михайло Богданов АР Крим          | 191,000 км | Володимир Васютін Запорізька область        | 189,365 км |

#### Жінки
| Дисципліни      | Золото                    | Золото     | Срібло                               | Срібло     | Бронза                           | Бронза     |
| --------------- | ------------------------- | ---------- | ------------------------------------ | ---------- | -------------------------------- | ---------- |
| 10 кілометрів   | Анжеліка Аверкова АР Крим | 33.57      | Валентина Полтавська Одеська область | 34.12      | Ілона Барванова АР Крим          | 34.22      |
| 20 кілометрів   | Ольга Ковпотіна Україна   | 1:10.20    |                                      |            |                                  |            |
| 12-годинний біг |                           |            |                                      |            |                                  |            |
| Добовий біг     | Ольга Абрамовських Росія  | 152,788 км | Олена Карєва Росія                   | 150,630 км | Наталія Глущук Вінницька область | 133,590 км |